# Nandufe
Nandufe is een plaats (freguesia) in de Portugese gemeente Tondela en telt 645 inwoners (2001).